# Каслвуд (Колорадо)
Каслвуд (енгл. Castlewood) град је у америчкој савезној држави Колорадо.

## Демографија
По попису из 2000. године број становника је 25.567.
| Група             | 2000.          | 2010.    |
| Белци             | 23.167 (90,6%) | 0 (0,0%) |
| Афроамериканци    | 274 (1,1%)     | 0 (0,0%) |
| Азијати           | 717 (2,8%)     | 0 (0,0%) |
| Хиспаноамериканци | 1.098 (4,3%)   | 0 (0,0%) |
| Укупно            | 25.567         | 0        |